# 韩国—沙特阿拉伯关系
韩国—沙特阿拉伯关系或沙特阿拉伯—韩国关系指韩国与沙特阿拉伯两国之间的双边关系。两国于1962年10月16日正式建立外交关系。韩国驻沙特阿拉伯大使馆設於沙特首都利雅德；沙特阿拉伯驻韩国大使馆設於韩国首都首尔。

## 历史
韩国与沙特阿拉伯之间的历史可以追溯到7、8世纪统一新罗与阿拉伯世界的交往。早在6世纪，阿拉伯商人就已来新罗做生意。高丽王朝时期，高丽宫廷还出现了穆斯林官员张舜龙（德水张氏始祖）。朝鲜王朝时期，阿拉伯商人继续被朝鲜宫廷封官、赐姓，并拥有保持其民族生活方式的家园。
朝鲜战争期间，沙特虽未派兵参战，但却为韩国提供了物资支援。1962年10月16日，沙特与韩国正式建交。双方自建交以来保持着友好关系。沙特也是极少数从未与北韩建立外交关系的国家之一。先后有韩国总统崔圭夏（1980）、卢武铉（2007）、李明博（2012）、朴槿惠（2015）出访沙特；沙特王子苏尔坦·本·阿卜杜勒-阿齐兹·阿勒沙特（1987）、穆罕默德·本·萨勒曼（2019）出访韩国。

## 经贸
2021年，韩国与沙特的双边贸易额目前有近300亿美元。沙特出口韩国的商品以石油为主。韩国出口沙特的商品主要是汽车和工程设备。沙特是韩国第一大原油进口国，第一大对外投资目的地国，也韩国在中东地区最大的贸易伙伴。韩国是沙特阿拉伯2030年愿景的战略合作伙伴。
2023年10月22日，韩沙两国签署51份合约及谅解备忘录，规模达156亿美元。

## 军事
军事上，韩国与沙特联盟对抗各自近邻对手朝鲜与伊朗的联盟。
2013年，韩国与沙特签署了《国防合作协定》。2019年，两国又签署了武器生产研发协议，就双方共同生产军事武器与器械共同应对外部威胁达成协议。